# Circa
Circa é um advérbio da língua latina comumente usado quando quer se assinalar uma referência temporal aproximada, sendo equivalente a "por volta de" ou "aproximadamente". É amplamente utilizada em História e em suas disciplinas auxiliares, como a arquivística e genealogia, para indicar a ocorrências de eventos que são estimadas a partir da melhor hipótese disponível. É abreviada como c., ca., ca ou cca.
Quando usado em intervalos de datas, o termo "circa" é aplicado antes de cada data aproximada, enquanto as datas sem "circa" imediatamente precedentes são geralmente assumidas como sendo conhecidas com certeza. 

## Exemplos
- 1732–1799: ambos os anos são conhecidos com exatidão.
- c. 1732 – 1799: o ano inicial é aproximado; o ano final é exato.
- 1732 – c. 1799: o ano inicial é exato; o ano final é aproximado.
- c. 1732 – c. 1799: ambos os anos são aproximados.